# Drepanonema
Drepanonema är ett släkte av rundmaskar. Drepanonema ingår i familjen Draconematidae.
Kladogram enligt Catalogue of Life:
| Drepanonema | \| \| Drepanonema armatum \| \| \| \| \| \| Drepanonema campbelli \| \| \| \| \| \| Drepanonema groenlandicum \| \| \| \| \| \| Drepanonema lugubre \| \| \| \| \| \| Drepanonema ophicephalum \| \| \| \| \| \| Drepanonema suillum \| \| \| \| |
|             | \| \| Drepanonema armatum \| \| \| \| \| \| Drepanonema campbelli \| \| \| \| \| \| Drepanonema groenlandicum \| \| \| \| \| \| Drepanonema lugubre \| \| \| \| \| \| Drepanonema ophicephalum \| \| \| \| \| \| Drepanonema suillum \| \| \| \| |
|             | Draconema |
|             | |
|             | Notochaetosoma |
|             | |
|             | Prochaetosoma |
|             | |
|             | Drepanonema armatum |
|             | |
|             | Drepanonema campbelli |
|             | |
|             | Drepanonema groenlandicum |
|             | |
|             | Drepanonema lugubre |
|             | |
|             | Drepanonema ophicephalum |
|             | |
|             | Drepanonema suillum |
|             | |

|  | Drepanonema armatum       |
|  |                           |
|  | Drepanonema campbelli     |
|  |                           |
|  | Drepanonema groenlandicum |
|  |                           |
|  | Drepanonema lugubre       |
|  |                           |
|  | Drepanonema ophicephalum  |
|  |                           |
|  | Drepanonema suillum       |
|  |                           |